# Амогхаваджра

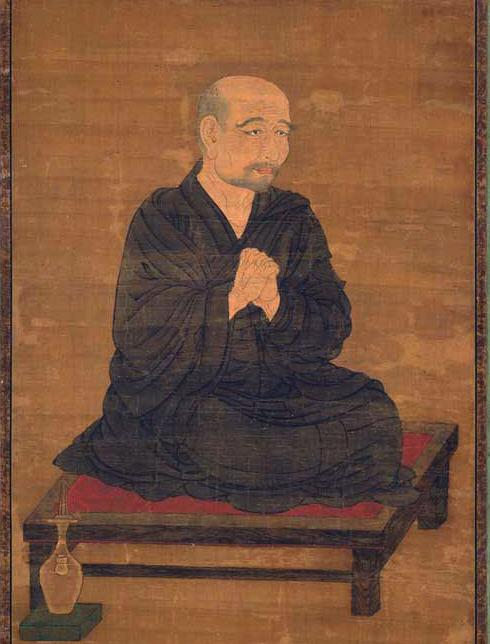
Портрет Амогхаваджры. XIV в., Токийский национальный музей.

Амогхаваджра (705—774; кит. имя Букун Цзинь Ган, кит. 不空; яп. имя Фуку Конго, яп. 不空金刚) — знаменитый буддийский учёный-монах, основатель школы тантрического буддизма в Китае, переводчик буддийских текстов. Принадлежит к «четырём великим переводчикам сутр» (трое остальных: Кумараджива (нач. V века), Парамартха (сер. VI века) и Сюаньцзан (сер. VII века).

## Происхождение

### Индийская версия
По одной версии, он родился на острове Цейлон, в отрочестве приехал в Китай и в 14 лет стал учеником Ваджрабодхи. Затем, в свои 20 лет он стал монахом в лоянском храме Гуанфу. В 741 году скончался его учитель Ваджрабодхи, и Амогхаваджра, выполняя его завет, вместе с учениками и последователями отправился по буддийским священным местам и монастырям Индии и Цейлона. Согласно этой версии, на Цейлоне он пробыл три года, во время которых усердно изучал тантрические тексты (это было время расцвета тантрического буддизма в Индии) и пользовался покровительством местного царя. Пробыв после этого какое-то время в Индии, Амогхаваджра вернулся в Китай.

### Согдийская версия
Согласно другой версии, которую приводит крупнейший индийский буддолог Локеш Чандра, Амогхаваджра был родом из Самарканда, Согдианы. Его дядя был согдийским торговцем и в 718 году Амогхаваджра по каким-то торговым делам прибыл с ним на остров Ява, где и познакомился с Ваджрабодхи, став его учеником. В Китай он впервые приехал в 720 году, но впоследствии покинул эту страну. В 746 году он окончательно перебрался в Китай, привезя с собой около 500 буддийских текстов, и оставался там до конца жизни.

## Биография
До того, как Амогхаваджра прибыл в Китай, развил там свою бурную деятельность, и был зафиксирован в китайских источниках, его жизнь не имеет точного и достоверного описания. 

### Переводы
Основным его занятием были переводы эзотерических буддийских сутр на китайский язык, но кроме этого, он занимался различными магическими практиками: читал магические формулы (дхарани) в случаях болезни членов императорской семьи, устраивал моления о дождях, организовывал церемонии «абхишека». Церемонии вызывания дождя были столь успешными, что император пожаловал ему почётный титул и пурпурный халат. Одна из магических формул, преподнесённая Амогхаваджрой в 758 году императору Су-цзуну с просьбой постоянно носить её на разных частях тела, была впоследствии в 980 году отпечатана с помощью деревянных клише и обнаружена среди документов пещерного храма Дуньхуана.
Другая магическая формула, переведённая Амогхаваджрой, в 762 году была преподнесена императору Дай-цзуну на день рождения. Эта формула-заклинание должна была исполнять желания того, кто её произносит. В Китае, который в то время сотрясали восстания, подобные магические действия, по мнению верховной власти, должны были способствовать успокоению. В 776 году император издал указ о том, что все монахи и монахини Поднебесной должны заучить эту формулу в течение месяца и повторять 21 раз в день ежедневно, а в начале каждого года сообщать императору, сколько раз она была произнесена в предыдущем году. Вера в магическую силу заклинания была столь сильной, что по всей стране её вырезали на столбах. Посетивший Китай в 844 году японский монах Эннин в своём дневнике писал, что все эти столбы уничтожены в ходе гонений на буддизм.
Судя по всему, Амогхаваджра большую часть своего времени посвящал переводам эзотерических текстов йога-тантры. В записке к императорскому двору от 771 года учёный сообщает, что им закончено 77 трудов, что составило сто двадцать с лишним свитков. Историки буддизма особо отмечают его успехи в технике передачи санскрита средствами китайского иероглифического письма. Магические заклинания (дхарани) были обращены к высшим буддийским божествам и могли быть произнесены только на санскрите — «языке богов». Ни в тексте, ни в произношении слов не допускалось ни одной ошибки, иначе это могло навлечь гнев божеств. Амогхаваджра создал новую систему транскрипции санскрита средствами китайского письма, которую современные специалисты квалифицируют, как научную. Эта техника перевода как бы помогала сохранять магическую составляющую дхарани, не навлекая гнев божеств.
В танском Китае он пользовался большим почётом и уважением. Все три императора из династии Тан, при которых жил Амогхаваджра, — Сюань-цзун (712—756), Су-цзун (756—762) и Дай-цзун (762—779) испытывали к нему почтение и благодарность. Дай-цзун даже писал предисловия к текстам его переводов. Когда Амогхаваджра заболел, император выделил придворного лекаря и пожаловал ему титул правителя Су, но монах от титула отказался. После смерти Амогхаваджры Дай Цзун устроил траур: на 3 дня отменил все аудиенции и выделил огромную сумму на строительство большой ступы в его честь. 

## Ученики
Множество учеников Амогхаваджры происходило из Средней Азии (в памятных записках от 767 и 768 годов упоминаются имена пяти учеников из Самарканда, Ташкента и др. городов Согдианы), кроме того, предполагают, что в переводах он пользовался помощью Хуэй Линя из Кашгара. Среди многочисленных учеников и последователей Амогхаваджры самым знаменитым был японец Кукай.